# رزين متطاول
الرزين المتطاول (باللاتينية: Elytrigia elongata) نوع نباتي يتبع جنس الرزين من الفصيلة النجيلية.

## الموئل والانتشار
موطنه مناطق حوض البحر الأبيض المتوسط من المشرق العربي إلى وادي النيل والمشرق العربي وجنوب أوروبا والقوقاز.